# Episodi di Fairy Tail (quarta stagione)
La quarta stagione di Fairy Tail, serie televisiva anime prodotta da A-1 Pictures, Satelight e TV Tokyo, diretta da Shinji Ishihira e tratta dall'omonimo manga di Hiro Mashima, raggruppa gli episodi dal 101 al 125, corrispondenti ai capitoli dal 209 al 257 del manga. Vi si mostrano le vicende riguardanti l'esame per diventare un mago di classe S della gilda Fairy Tail, che si svolgono sull'isola Tenrou e vedono la partecipazione dei maggiori membri del gruppo, e la loro interruzione causata dall'attacco della gilda Grimoire Heart giunta in cerca del mago oscuro Zeref. In seguito la gilda subisce l'attacco del drago Acnologia e rimane congelata per sette anni per via dell'incantesimo lanciato da Mavis Vermillion per proteggere la gilda e l'isola.
Gli episodi sono stati trasmessi in Giappone su TV Tokyo dal 15 ottobre 2011 al 7 aprile 2012 a cadenza settimanale ogni sabato. In Italia la stagione è andata in onda su Rai 4 dal 27 maggio al 1º luglio 2016; a partire dall'episodio 116 la serie è stata spostata dalla fascia pomeridiana a quella notturna.
La stagione utilizza tre sigle di apertura: Towa no kizuna di Daisy x Daisy (episodi 101-111), I Wish di Milky Bunny (episodi 112-124) e Hajimari no sora dei +Plus (episodio 125), e tre sigle di chiusura: Kono te nobashite di Hi-Fi CHAMP (episodi 101-111), Boys Be Ambitious! di Hi-Fi CHAMP (episodi 112-124) e Glitter di Another Infinity con Mayumi Morinaga (episodio 125). L'edizione televisiva italiana usa come sigle Non dirmi addio dei Raggi Fotonici per l'apertura e Quotidianamente stregata da te dei Raggi Fotonici per la chiusura.

## Lista episodi
| Nº  | Titolo italiano Giapponese 「Kanji」 - Rōmaji | In onda          | In onda        |
| Nº  | Titolo italiano Giapponese 「Kanji」 - Rōmaji | Giapponese       | Italiano       |
| 101 | Lo stregone nero 「黒魔導士」 - Kuro Madōshi | 15 ottobre 2011  | 27 maggio 2016 |
| 101 | Il ragazzo in nero piange di gioia vedendo Natsu, ma quest'ultimo lo colpisce con violenza anche se non sembra subire danni. Il misterioso ragazzo che Natsu non è ancora pronto per ucciderlo e emette ancora un'altra onda nera di magia uccidendo tutti gli alberi attorno a lui. Il ragazzo scompare e la sciarpa di Natsu diventa nera perché ha assorbito il potere magico. In quel momento, la gilda oscura, Grimoire Heart, membro dell'Alleanza Balam si dirige a Tenrou perché il mago oscuro più potente della storia della magia si trova su quell'isola, colui che ha seminato il panico 400 anni prima e che ha creato molti demoni: Zeref, ovvero, il misterioso ragazzo. Natsu e Elfman decidono di non avvertire Makarov e continuano l'esame. Intanto, Levy e Gajeel hanno una breve discussione perché quest'ultimo pensa soltanto a combattere. Levy si allontana arrabbiata, ma viene attaccata da due sconosciuti: una capra e un gallinaccio umanoide, Gajeel la salva e vedendo il simbolo della gilda che portano capisce che si trattano di membri di Grimoire Heart. I maghi rivelano il loro nome: Kawazu e Yomazu. |                  |                |
| 102 | Spirito d'acciaio 「鉄の魂」 - Tetsu no Tamashii | 22 ottobre 2011  | 30 maggio 2016 |
| 102 | Gajeel e Levy iniziano a combattere contro Kawazu e Yomazu, ma i due si rivelano molto forti. Gajeel pur di proteggere Levy le dice di scappare e avvertire tutti gli altri, la ragazza prima di allontanarsi crea del ferro con la sua magia. Il Dragon Slayer dopo molta fatica riesce a sconfiggere Yomazu. Kawazu si rivela molto più potente del compagno e riesce a perforare il ferro di Gajeel, in quel momento, il Dragon Slayer vede che i due si comportano come una volta si comportava lui quando era membro di Phantom Lord. Gajeel ripensa anche al giorno in cui Makarov gli offrì il suo aiuto e lo invitò ad entrare a Fairy Tail, da quel giorno, gli fu molto grato e decise di non deluderlo. Gajeel trova la forza di reagire e sconfigge Kawazu, cadendo a terra stremato. Sul campo di battaglia giungono Elsa, Juvia e Levy, quest'ultima porta Gajeel al campo di soccorso. Elsa interroga Kawazu e viene a sapere che la gilda Grimoire Heart è diretta sull'isola con "i Sette Fratelli del Purgatorio": Zancrow, Ultear, Meredy, Kain Hikaru, Capricorn, Rustyrose e l'ultimo già sull'isola e il loro obiettivo è Zeref dopo aver scoperto che in realtà è vivo, ma con i poteri sigillati. Elsa lancia in aria un segnale che indica un imminente attacco. In quel momento, Lily e Charle trovano Wendy e Mest e i due Exceed interrogano il misterioso ragazzo. |                  |                |
| 103 | Makarov all'attacco! 「進撃のマカロフ」 - Shingeki no Makarofu | 29 ottobre 2011  | 31 maggio 2016 |
| 103 | Lily interroga Mest dopo averlo immobilizzato, rivelando che l'uomo si è infiltrato in Fairy Tail dopo aver modificato i ricordi di tutti i membri, il fatto che non sapesse il significato del segnale ne è stata la conferma. L'uomo teletrasportandosi salva Wendy, prima che un albero l'afferri, dalla pianta esce uno dei Sette Fratelli del Purgatorio: Azuma. Mest alla fine rivela chi è realmente, ovvero, una spia del Consiglio della Magia con la missione di intrufolarsi in Fairy Tail per scoprirne i segreti e distruggerla e mostra le navi del Consiglio che si dirigono sull'isola, ma Azuma senza neanche muoversi le distrugge. Lily comincia a combattere contro Azuma, insieme a Wendy che riesce a convincere Mest ad aiutarli, ma Azuma li sconfigge tutti molto facilmente. Intanto, l'aeronave di Grimoire Heart con a bordo master Hades e i Sette Fratelli del Purgatorio giunge sull'isola, ma a bloccarli c'è Makarov, che con la sua magia è diventato un gigante e cerca di distruggere l'aeronave, ma quest'ultima con la magia di Ultear si rigenera. Hades ordina a Capricorn di mandare tutti sull'isola. Questi con la sua magia mette tutti i maghi della gilda in sfere e li spedisce in diverse parti dell'isola. Makarov decide di usare la magia Fairy Law per sconfiggere il nemico, ma Hades neutralizza l'attacco con una magia simile la Grimoire Law, Makarov scopre l'identità del suo nemico: Purehito Gaebolg, il secondo master di Fairy Tail.                                                                          |                  |                |
| 104 | Lost Magic 「失われた魔法」 - Rosuto Magikku | 5 novembre 2011  | 1 giugno 2016  |
| 104 | Hades scaraventa Makarov all'interno dell'isola (facendolo tornare normale) e lo raggiunge, i due cominciano a combattere, nonostante fossero molto legati in passato. Hades si dimostra molto forte e sconfigge Makarov riducendolo in fin di vita. Natsu raggiunge Wendy, Charle e Lily, mentre non riconosce Mest (la sua magia è infatti svanita) e inizia a combattere contro i membri di Grimoire Heart. Hades rivela che ha capito la vera essenza della magia ed è per questo che ha creato una gilda oscura. Nel momento in cui Makarov viene colpito gravemente chiede aiuto al suo successore e in qualche parte di Earthland, Luxus avverte un grave pericolo verso suo nonno. Tutti vengono attaccati dai membri della gilda oscura. Natsu viene trovato da Zancrow che inizia a combattere contro di lui e gli rivela di essere un God Slayer; Elsa e Juvia vengono trovate da Meredy; Elfman e Evergreen vengono trovati da Rustyrose; Lucy, Cana, Gray e Loki s'imbattono in Capricorn; Lisanna e Mira vengono trovate da Azuma. Hades è molto fiducioso nei suoi sette guerrieri perché li ha allenati lui stesso insegnandogli delle magie perdute chiamate Lost Magic. |                  |                |
| 105 | Fuoco del drago e fiamme degli dei 「火竜 vs. 炎神」 - Karyū vs. Enjin | 12 novembre 2011 | 2 giugno 2016  |
| 105 | Natsu comincia a combattere contro Zancrow, ma quest'ultimo si dimostra nettamente superiore a lui e inoltre gli rivela che Grimoire Heart ha perennemente spiato Fairy Tail, dalla distruzione del flauto Lullaby alla distruzione degli Oracions Sèis. Zancrow si dimostra in grado di mangiare le fiamme di Natsu, ma quest'ultimo non può mangiare le fiamme di Zancrow. Natsu viene scaraventato lontano. Mira e Lisanna iniziano a combattere contro Azuma. Lucy, Gray, Loki e Cana combattono contro Capricorn, ma vengono messi in difficoltà. Natsu s'imbatte in Makarov che gli ordina di trovare gli altri e fuggire, ma lui non vuole perdere né fuggire. Zancrow li trova e dà inizio a un nuovo scontro con Natsu. Quest'ultimo svuotando il suo potere magico riesce a mangiare le fiamme di Zancrow e a sconfiggerlo. |                  |                |
| 106 | Il mondo superiore della magia 「大魔法世界」 - Dai Mahō Sekai | 19 novembre 2011 | 3 giugno 2016  |
| 106 | Natsu dopo aver sconfitto Zancrow sviene, ma viene trovato da Wendy, Happy, Charle e Lily per essere curato. La sciarpa nera ostacola la guarigione e Wendy cerca di farla tornare normale. Mira e Lisanna continuano a combattere contro Azuma, ma quest'ultimo si dimostra molto potente e scopre che Mirajane un tempo era soprannominata "La Diavolessa". Azuma eccitato all'idea di combattere contro Mira intrappola Lisanna all'interno di una bomba che esploderà entro tre minuti. Mira usa il Satan Soul per sconfiggere Azuma, ma quest'ultimo riesce a metterla in difficoltà anche in questa modalità. Mira decide di proteggere Lisanna dall'esplosione e viene sconfitta. Elfman e Evergreen combattono contro Rustyrose, ma quest'ultimo utilizza una creatura molto potente come arma. Ultear trova Zeref, che è infuriato, non vuole altri scontri e le ordina di lasciare l'isola. I Sette rivelano ai maghi di Fairy Tail il loro obiettivo: Il Mondo superiore della Magia, ovvero, trovare il mago oscuro Zeref per farlo diventare il loro re e creare un mondo dove possono vivere solo i maghi. Ultear riesce ad addormentare Zeref. |                  |                |
| 107 | L'Arco della Materializzazione 「具現のアーク」 - Gugen no Āku | 26 novembre 2011 | 6 giugno 2016  |
| 107 | Elfman e Evergreen riescono a sconfiggere il mostro di Rusty e a togliergli gli occhiali per pietrificarlo, ma quest'ultimo sorprendendo entrambi li fa ricomparire. Egli dice che la sua magia è l'Arco della Materializzazione, ovvero, una magia che si basa sull'immaginazione del mago che la usa e sconfigge i due. Intanto, Natsu si riprende e scopre che la sua sciarpa è tornata normale, di colpo sente l'odore di Zalty e corre a cercarlo. Mest si reca ai relitti delle navi del Consiglio guidati da Lahar, che lo chiama col suo vero nome: Doranbolt. Sull'isola, Loki ordina a Lucy, Gray e Cana di andare a cercare gli altri, perché Capricorn in realtà è uno spirito stellare e solo lui può affrontarlo. Capricorn rivela di essere nel mondo degli umani da 17 anni e che non possiede un padrone, ma è lui il padrone degli umani e li può evocare per farli combattere. Dopo aver capito che Lucy è la figlia di Layla, desidera ucciderla. |                  |                |
| 108 | Il portale degli umani 「人間の扉」 - Ningen no Tobira | 3 dicembre 2011  | 7 giugno 2016  |
| 108 | Loki continua a combattere contro Capricorn e durante lo scontro scopre che in realtà è posseduto dal vero membro dei Sette: Zoldeo. Questi si impossessa del corpo di Loki, ma viene cacciato da Capricorn con un attacco passatogli da Leo avendo capito il suo piano. Zoldeo svanisce davanti ai due spiriti (forse come effetto collaterale della sua Lost Magic). Capricorn rivela che 20 anni prima, lui, Aquarius e Cancer furono affidati a tre servi di Layla, uno di questi era Zoldeo, che col passare del tempo passo alla magia oscura. Capricorn inoltre stipulò un contratto privato con Layla, ovvero, avrebbe servito la sua famiglia per sempre. Lucy riceve un messaggio da Loki scoprendo che quest'ultimo ha vinto e che il suo nuovo spirito stellare è Capricorn. Intanto, Natsu trova Ultear e capisce che si tratta di Zalty (dal suo odore) e inizia a combattere contro quest'ultima. Elsa e Juvia iniziano a combattere contro Meredy. Al campo di soccorso, vengono curati Gajeel e Mira e vi giungono anche Elfman e Evergreen. Cana decide di separarsi da Gray insieme a Lucy e mentendo a quest'ultima si fa dire il luogo della tomba di Mavis per proseguire l'esame. Cana una volta scoperto il luogo addormenta Lucy, ma quest'ultima viene trovata da Hikaru. |                  |                |
| 109 | Lucy e Natsu vs Kain Hikaru 「ルーシーファイア」 - Rūshī Faia | 10 dicembre 2011 | 8 giugno 2016  |
| 109 | Lucy fortunatamente riesce a svegliarsi prima che Hikaru la colpisca e inizia a combattere contro il grassone, ma quest'ultimo si dimostra molto forte e sconfigge tutti gli spiriti stellari evocati solo con la sua forza fisica. Senza rendersene conto, i due raggiungono Natsu e Ultear. Ultear decide di lasciare da solo Hikaru a combattere contro Natsu e Lucy mentre lei porta Zeref da Hades. Natsu e Lucy cominciano a combattere contro Hikaru, quest'ultimo usa un tipo di Lost Magic molto particolare: inserendo un capello alla bambola che porta è in grado di muovere a suo piacere la persona a cui lo ha strappato, infatti grazie a uno di Lucy la usa per attaccare Natsu e lo immobilizza, sta per finirlo, ma Happy ruba la bambola e la dà all'amico che muove il corpo di Lucy contro Hikaru e con un gioco di squadra riescono a sconfiggerlo. |                  |                |
| 110 | Disperazione senza via d'uscita 「絶望の袋小路」 - Zetsubō no Fukurokōji | 17 dicembre 2011 | 9 giugno 2016  |
| 110 | Hikaru è sconfitto, ma Ultear è fuggita con Zeref. Natsu dopo essersi liberato viene informato da Lucy del piano di Grimoire Heart. Sull'aeronave di Grimoire Heart, Hades discute con il suo vice Bluenote Stinger, questi dice che entrerà in azione se un altro dei Sette sarà sconfitto. Doranbolt dopo aver saputo di Bluenote e che ha distrutto un intero esercito da solo, si reca sull'isola nella grotta dove in quel momento vi è il gruppo di Natsu e si offre di portarli in salvo in cambio di una resa di Fairy Tail, svelando che il Consiglio è intenzionato a usare l'Etherion sull'isola, ma tutti rifiutano l'offerta. Intanto, Gray trova Ultear con Zeref e nota che lei è uguale alla sua mentore Ur. Juvia e Elsa continuano a combattere contro Meredy, ma quest'ultima si rivela molto forte e rivela che il suo vero obiettivo è quello di uccidere Gray perché ha ucciso la madre di Ultear. Juvia si arrabbia così tanto da scatenare una forza talmente sorprendente da stupire la stessa Elsa, che decide di lasciarla a combattere da sola. Ma Meredy con la sua magia collega i sensi e le emozioni di Juvia, Gray e lei stessa, così facendo, se una di loro due morisse, morirebbe anche Gray. |                  |                |
| 111 | Lacrime d'amore e voglia di vivere 「愛と活力の涙」 - Ai to Katsuryoku no Namida | 24 dicembre 2011 | 10 giugno 2016 |
| 111 | Meredy dopo essersi collegata con Juvia e Gray decide di suicidarsi per uccidere Gray, ma Juvia tenta di tutto per impedirglielo, alla fine riesce a far cambiare idea a Meredy facendole capire che se ama qualcuno deve continuare a vivere. Meredy e Juvia cadono al suolo stremate e la magia di collegamento viene annullata. Gray viene trovato da Ultear, che gli dice che lei è la figlia di Ur e che non prova odio verso di lui, inoltre gli dice che sono alleati. Intanto, sull'Isola Tenrou è giunta la notte ed inizia a piovere. Lily raggiunge il campo di soccorso dove si trovano Lisanna e Levy che fanno la guardia a Gajeel, Mira, Elfman e Evergreen che sono gravemente feriti. Sul campo giunge Rusty che è deciso ad uccidere tutti. Elsa continua a cercare Wendy, ma s'imbatte in Azuma. Natsu chiede a Doranbolt di fermare il Consiglio nell'uso dell'Etherion e si dirigono sul campo di soccorso, ma lungo la strada notano che la pioggia cade più forte su una figura che si sta avvicinando a loro: è Bluenote, quest'ultimo dopo aver saputo che Meredy è stata sconfitta si è recato sull'isola e di colpo con la sua magia di gravità fa precipitare Natsu e gli altri in una voragine. Bluenote afferma che non gli interessa Zeref, ma di trovare la tomba del primo master di Fairy Tail. In quel momento, Cana giunge alla tomba di Mavis Vermillion e vede che si sta illuminando. |                  |                |
| 112 | Le parole non dette 「言えなかった一言」 - Ienakatta Hitokoto | 7 gennaio 2012   | 13 giugno 2016 |
| 112 | Cana giunge davanti alla tomba di Mavis, ma si rende conto che ha sbagliato. Da piccola Cana dopo la morte della madre si recò dal padre Gildarts, entrò nella gilda per stargli vicino e per anni cercò di dirgli chi era, ma non riuscì a causa di varie circostanze, così si convinse del fatto che se fosse diventata una maga di Classe S glie l'avrebbe detto, solo a Lucy raccontò la verità e scelse di aiutarla. Alla fine Cana si pente del suo gesto e la voce di Mavis le dona una delle magie sacre di Fairy Tail: Fairy Glitter, ottenendo un secondo simbolo sul braccio . Cana si reca da Lucy, grazie a una delle sue carte e cerca di usare contro Bluenote la magia, ma non ci riesce, l'uomo rivela che il suo vero obiettivo è quello di impadronirsi proprio di quella magia ed è sul punto di strapparle il braccio per impossessarsi dell'incantesimo, ma viene fermato da Gildarts che è tornato sull'isola. |                  |                |
| 113 | L'albero Tenro 「天狼樹」 - Tenrō-ju | 14 gennaio 2012  | 14 giugno 2016 |
| 113 | Gildarts ordina a Natsu e gli altri di lasciare il luogo e inizia a combattere contro Bluenote dando inizio ad uno scontro devastante. Intanto, Rusty attacca Levy, Lisanna e Lily sconfiggendoli facilmente, ma sul luogo giungono Fried e Bixlow che sono tornati sull'isola insieme a Gildarts dopo aver visto il segnale di imminente attacco. Fried e Bixlow iniziano a combattere contro Rusty facendogli provare paura per la prima volta. Intanto, Azuma inizia a combattere contro Elsa e durante lo scontro rivela che la sua magia è la Magia degli Alberi. Azuma distrugge l'Albero Tenrou e con la sua distruzione, tutti i membri di Fairy Tail perdono completamente tutto il loro potere magico perché l'albero dell'isola fornisce protezione e potere tutti coloro che portano il simbolo di Fairy Tail. Azuma inoltre rivela che è giunto sull'isola prima dei suoi compagni apposta per manovrare tale potere. Azuma decide di lasciare il potere magico a Elsa, così che lei potesse combattere al massimo delle forze per salvare i suoi amici. |                  |                |
| 114 | Elsa vs Azuma 「エルザ ｖｓ. アズマ」 - Eruza vs. Azuma | 21 gennaio 2012  | 15 giugno 2016 |
| 114 | Elsa inizia a combattere contro Azuma. Lo scontro tra i due raggiunge una potenza tale da distruggere qualsiasi cosa nei dintorni. Azuma si dimostra il più forte membro dei Sette riuscendo a mettere in difficoltà la rossa. La ragazza dopo aver subito l'attacco del potere dell'isola, sente la voce di Gerard che la incita a continuare a combattere e in quel momento, Gerard che si trova in prigione sente che Elsa è in pericolo e la incita per davvero. Elsa continua a combattere contro Azuma, quest'ultimo decide di scagliarle contro ancora una volta il potere magico dell'isola, ma Elsa pur di proteggere i suoi amici riesce a trovare la forza per resistere all'attacco e con un colpo potente riesce a sconfiggere Azuma. |                  |                |
| 115 | Un gelido spirito combattivo 「凍える闘志」 - Kogoeru Tōshi | 28 gennaio 2012  | 16 giugno 2016 |
| 115 | Azuma cade al suolo sconfitto e il suo corpo comincia a trasformarsi in pianta, spiegando che è un effetto dell'uso eccessivo della Lost Magic. Elsa chiede ad Azuma se conosce Gerard, egli risponde di sì: Grimoire Heart fece credere a Gerard che Zeref voleva il suo aiuto per resuscitare, solo come diversivo per tenere a bada il Consiglio, per poi trasformarsi in pianta. Azuma come promesso, fa ritornare a tutti i maghi di Fairy Tail il loro potere magico e in quel momento Gildarts sconfigge Bluenote scaraventandolo in aria, dopo aver distrutto un buco nero, Rusty viene sconfitto da Fried e Bixlow con l'aiuto di Elfman, scoprendo che il suo punto debole sta nella concentrazione. Natsu e gli altri giungono al campo di soccorso e ideano un piano per attaccare l'aeronave. Intanto, Ultear racconta a Gray che la volontà di Ur è quella di uccidere Hades e dice a Gray che si è unita a Grimoire Heart per vendicare il padre ucciso da Hades, ma quest'ultimo è troppo potente così chiede a Gray di ucciderlo usando Iced Shell e dice che lascerà l'isola con Zeref per sigillarlo. Ultear raggiunge Meredy e spiega che ha convinto Gray a combattere contro Hades e inoltre dice all'amica che la storia che gli ha raccontato è falsa. Ultear appena vede Juvia, decide di ucciderla, ma viene salvata da Gray che rivela di non averle creduto e si prepara a combattere. |                  |                |
| 116 | Il potere della vita 「生"なる力」 - "Sei" Naru Chikara | 4 febbraio 2012  | 20 giugno 2016 |
| 116 | Gray e Ultear iniziano a combattere, Juvia svegliatasi insegue Meredy che fugge con Zeref. Gray si trova in difficoltà contro Ultear, che è in grado di manipolare il tempo degli oggetti e rivela che ha imparato quel tipo di Lost Magic per uccidere i maghi come sua madre Ur, Gray congelando il suo sangue ribalta la situazione (avendo saputo che non può manipolare le persone). Ultear spiega che da bambina venne lasciata al Centro di Ricerca guidato da Brain. Al centro vennero fatti esperimenti per aumentare il suo potere magico. Un giorno riuscì a scappare e a tornare da sua madre e vide che era in compagnia di Gray e Leon, da quella visione, Ultear pensò che Ur l'aveva abbandonata per vivere con altri bambini. Ultear tornò al centro e divenne talmente potente da distruggere l'intero edificio. In seguito venne trovata da Hades che le offrì il suo aiuto. Nel corso del combattimento i due cadono in mare e Ultear vede i ricordi di sua madre, capendo che il ghiaccio in cui era trasformata ora è acqua finita nell'oceano e scopre che in realtà l'aveva portata al centro per farla curare, ma fu ingannata venendo a sapere da Brain che era morta, Gray riesce a sconfiggerla, dopo essere tornati a riva le rivela che è sempre stata nei pensieri della madre. |                  |                |
| 117 | Contro Hades 「雷鳴響く」 - Raimei Hibiku | 11 febbraio 2012 | 21 giugno 2016 |
| 117 | Juvia continua a inseguire Meredy con Zeref, ma quest'ultima s'imbatte in Zancrow che intuendo il suo tradimento la colpisce e rivela che Ultear distrusse la sua città natale e uccise i suoi genitori e amici. Di colpo, Zeref pronuncia la parola Acnologia ed emana ancora l'onda di morte che uccide Zancrow e gli chiede perdono, sollevato nel vedere che Juvia e Meredy sono vive, si allontana dicendo che non vuole allearsi con nessuno e non vuole fare niente, ma lui vuole agire lo stesso e prega che Natsu lo fermi prima che questo accada. Mest ritorna da Lahar per informarlo che ha sentito pronunciare da Zeref la parola Acnologia e subito dopo ordina la ritirata. I Sette e Bluenote sono stati sconfitti, l'unico nemico rimasto è Hades, Natsu, Lucy, Wendy, Happy, Charle e Lily si dirigono all'aeronave per affrontarlo raggiunti Elsa e Gray. Mentre i ragazzi salgono sull'aeronave Happy, Charle e Lily cercano di impedire che quest'ultima prenda il volo. Natsu e gli altri iniziano a combattere con tutte le loro forze contro Hades, che però non subisce il minimo danno e si dimostra molto più potente di Makarov. Hades rivela ai ragazzi che lui in passato è stato il secondo master di Fairy Tail e che è stato lui a nominare Makarov terzo master della gilda. Hades con una sua magia colpisce Wendy facendola sparire, ma viene salvata da Horologium. Hades riduce in fin di vita i ragazzi ed è sul punto di uccidere Natsu, ma di colpo un fulmine colpisce l'aeronave arrivando di fronte ad Hades: Luxus è arrivato. |                  |                |
| 118 | L'uomo senza tatuaggio 「紋章を刻まぬ男」 - Monshō o Kizamanu Otoko | 18 febbraio 2012 | 22 giugno 2016 |
| 118 | Luxus spiega che si è recato sull'isola per visitare la tomba della fondatrice di Fairy Tail, lui e Hades iniziano a combattere ed entrambi scatenano un potere magico sbalorditivo. Intanto, al campo di soccorso, Hikaru insieme a Kawazu e Yomazu attaccano Bixlow, Fried, Levy e Lisanna. Fried e Bixlow affrontano Kawazu e Yomazu, Lisanna con l'appoggio di Levy e Cana combatte contro Hikaru sconfiggendolo. La potenza di Hades è molto più potente di quello che sembra e riesce a sconfiggere Luxus, ma quest'ultimo dona a Natsu i suoi fulmini. Natsu attiva la Dragon Force modalità Fuoco e Fulmini |                  |                |
| 119 | Gli abissi della magia 「深淵の領域」 - Shin'en no Ryōiki | 25 febbraio 2012 | 23 giugno 2016 |
| 119 | Bixlow e Fried continuano a combattere contro Kawazu e Yomazu, durante lo scontro vengono aiutati da Elfman e insieme riescono a sconfiggerli. Natsu con la Dragon Force inizia a combattere contro Hades ferendolo gravemente, ma quest'ultimo dimostra una resistenza mostruosa e si rialza. Hades sorpreso della loro potenza decide di utilizzare l'Occhio del Demone per aumentare il suo potere magico e rivela che il suo obiettivo è la Magia Primordiale, è che potrà ottenerla con l'avvento del Mondo superiore della Magia. Intanto, Happy, Charle e Lily girovagando per l'aeronave trovano il cuore demoniaco che l'alimenta e cercano di distruggerlo, ma vengono trovati dai membri di Grimoire Heart. Lily inizia a combattere contro i membri della gilda oscura e trova una nuova arma. Intanto, Hades con l'occhio demoniaco utilizza una delle magie del Libro di Zeref: Nemesis, con questa magia evoca Demoni dalle macerie provocando il terrore a tutti i presenti tranne a Natsu. Quest'ultimo incoraggia tutti a continuare a combattere. |                  |                |
| 120 | L'alba sull'isola di Tenro 「暁の天狼島」 - Akatsuki no Tenrō-jima | 3 marzo 2012     | 24 giugno 2016 |
| 120 | Happy e Charle distruggono il cuore demoniaco all'interno dell'aeronave e di conseguenza Hades perde tutto il suo potere magico e i demoni evocati scompaiono. Ultear con la sua magia fa ritornare alla normalità l'Albero Tenrou e tutti i maghi di Fairy Tail riacquistano una parte del loro potere magico. Natsu e gli altri con il poco potere magico ritornato sconfiggono Hades, in quel momento il sole sorge sull'isola Tenrou e la guerra finisce con la vittoria di Fairy Tail. Makarov giunto sul posto con gli altri interroga il suo vecchio maestro, che rivela che scelse le tenebre ritenendo che fossero l'origine di tutto il mondo magico, ma gli dice che si sbaglia e gli ordina di lasciare l'isola, anche se il nemico giura di tornare. Tutti i membri di Fairy Tail festeggiano la loro vittoria e Fried, Bixlow e Evergreen ri abbracciano Luxus. Hades lascia l'isola con Rusty e Hikaru, ma improvvisamente compare Zeref entrato di nascosto nell'aeronave e annunciando la fine del mondo. |                  |                |
| 121 | Il diritto di volerti bene 「愛する資格」 - Ai Suru Shikaku | 10 marzo 2012    | 27 giugno 2016 |
| 121 | Zeref comparso davanti a Hades, Rusty e Hikaru, si dimostra disgustato dalle loro azioni nel cercare le chiavi per risvegliarlo e rivela che non si è mai addormentato, dicendo che hanno creduto solo una storia messa in giro da qualche fanatico del mago oscuro, infatti rilascia un'aura spaventosa. Zeref spiega che in 400 anni, nella sua esistenza ha visto molte guerre e molti morti e ha capito il vero significato della vita, ma ogni volta che tentava di non uccidere, il suo potere oscuro era talmente forte da uccidere lo stesso chiunque, così decise di isolarsi dal mondo andando a vivere sull'Isola Tenrou (Ultear lo sconfisse perché non voleva lottare). Zeref inoltre dice che se qualcuno merita di morire non si tira indietro e incolpa Hades di due crimini: Il primo è quello di aver evocato Acnologia, il secondo è quello di avergli fatto perdere il significato della vita. Intanto, sull'Isola Tenrou, Makarov decide di annullare l'esame. Cana decide di parlare a Gildarts e finalmente gli rivela che lei è sua figlia. L'uomo dopo un po' di confusione capisce che è la figlia di Cornelia, le chiede scusa per non averlo capito prima e le promette che farà di tutto per renderla felice , dopo averla abbracciata. Meredy e Ultear si allontano con una barca e la ragazzina riferisce le parole di Zancrow, la ragazza si scusa, s'infilza con una spada materializzata e cade in mare, ma Meredy la salva e la perdona. Zeref uccide Hades e percepisce che Acnologia si sta dirigendo sull'isola.                       |                  |                |
| 122 | Ragazzini pestiferi e orgogliosi 「手をつなごう」 - Te o Tsunagō | 17 marzo 2012    | 28 giugno 2016 |
| 122 | Prima di partire dall'isola, tutti sentono uno strano rumore nell'aria e di colpo compare un enorme drago nero che vola sopra di loro, Makarov dice che è Acnologia: il drago dell'Apocalisse. Gildarts dice che è lo stesso drago con cui ha combattuto e contro cui ha perso alcune parti del corpo. Tutti cercano di scappare dal drago, ma quest'ultimo tenta di ucciderli, così Makarov decide di ingigantirsi per bloccarlo permettendo a tutti di scappare. La forza di Acnologia è talmente potente da mettere in ginocchio l'enorme master, ma tutti ritornano per salvarlo e insieme tentano di sconfiggere il mostro, ma ogni attacco si rivela inutile. Acnologia decide di distruggere l'intera isola con un solo colpo e intanto che si prepara, tutti si mettono in cerchio tenendosi per mano mentre aspettano la fine di tutto. Il drago con il suo potente soffio distrugge l'Isola Tenrou, per poi sparire, causando un'enorme esplosione vista da Zeref, il Consiglio, Meredy e Ultear. L'Isola Tenrou scompare completamente nell'anno X784, dopo inutili mesi di ricerche Natsu e gli altri sono dati per morti dal Consiglio. |                  |                |
| 123 | Anno 791, Fairy Tail 「X791年・妖精の尻尾(フェアリーテイル)」 - X791-nen Fearī Teiru | 24 marzo 2012    | 29 giugno 2016 |
| 123 | Sono passati sette anni dall'incidente dell'isola Tenrou, Fairy Tail è diventata una gilda debole e la loro sede adesso è una piccola casa situata sulla collina sopra Magnolia, la precedente sede è stata occupata da una nuova gilda chiamata Twilight Ogre che ogni mese chiede una somma di denaro a Fairy Tail per pagarne l'affitto. I membri rimasti alla gilda sono Macao diventato quarto master, Wakaba, Max, Laki, Visitor, Alzack, Bisca, Romeo diventato abbastanza grande per esserne membro, Warren, Nab, Jet, Droy che è ingrassato, Reedus al contrario dimagrito e Kinana, aggiuntasi dopo la distruzione degli Oracions Sèis. Dopo che Teebo, membro di Twilight Ogre, ritorna alla gilda dopo aver chiesto il pagamento mensile, giungono a Fairy Tail Ichiya, Hibiki, Ren e Eve per avvertirli che l'Isola Tenrou esiste ancora. Alzack, Bisca, Warren, Max, Jet e Droy si dirigono sul luogo dove c'era una volta l'isola e trovano una ragazza che cammina sull'acqua e che fa comparire davanti a loro l'Isola Tenrou. Il gruppo sbarca sull'isola e trovano tutti i loro amici sani e salvi e non invecchiati. La ragazza rivela di essere Mavis, il primo master di Fairy Tail e spiega che si sono salvati grazie alla Fairy Sphere, una delle tre magie sacre della gilda e che ci sono voluti sette anni prima che l'incantesimo funzionasse perfettamente. Tutti ritornano alla gilda insieme acclamati dai loro amici. |                  |                |
| 124 | Il vuoto di sette anni 「空白の７年」 - Kūhaku no 7-nen | 31 marzo 2012    | 30 giugno 2016 |
| 124 | Fairy Tail festeggia il ritorno dei loro amici dall'isola Tenrou. Elsa scopre che Alzack e Bisca si sono sposati sei anni prima e che hanno una figlia di nome Asuka, Romeo ha imparato la magia Rainbow Fire da Totomaru ex-membro di Phantom Lord. Alla gilda giungono Leon, Jura, Sherry, Tobi e Yuka per dare a loro il bentornato a casa. Leon appena vede Juvia s'innamora. Sherry rivela a Lucy che Lamia Scale è diventata la gilda numero due più forte di Fiore. Alzack e Bisca rivelano a Elsa qualcosa su Gerard, Leon rivela a Gray qualcosa su Ultear e Meredy e Jura parla a Makarov di una gilda, la scena si sposta da Natsu e Happy che hanno scoperto di aver avuto i ladri in casa, per sentire di nuovo Makarov che ha scoperto che Zeref è vivo. Lucy decide di andare a trovare suo padre che non vede da sette anni insieme a Natsu e Happy, ma scopre che è morto un mese prima. Lucy torna a casa e scopre che ogni anno il giorno del suo compleanno, suo padre le mandava dei regali e inoltre trova una lettera arrivata la mattina stessa. Lucy legge la lettera e suo padre afferma che desidera rivederla e che le ha sempre voluto bene. Lucy scoppia a piangere, poco dopo Natsu e Happy giungono sul posto per chiederle se vuole unirsi a loro per un incarico e lei accetta felicemente. Intanto Makarov con Mira e Elsa dà una lezione alla Twilight Ogre |                  |                |
| 125 | Il Ballo Magico 「魔球」 - Makyū | 7 aprile 2012    | 1º luglio 2016 |
| 125 | Natsu e Lucy decidono di accettare un incarico con una ricompensa di 4.000.000 di Jewel che consiste nella cattura del criminale Velveno. Macao informa i ragazzi che la richiesta è stata inviata dal Conte Balsamico e rivela anche che due giorni dopo terrà un ballo magico. Lucy dà lezioni di ballo a Natsu, dato che questi non è capace, Elsa prova a insegnare con la forza, alla fine tutti iniziano a ballare. Alla villa del conte vanno Natsu, Lucy, Gray, Elsa, Wendy, Elfman, Happy, Charle e Warren dove li accoglie Aceto, figlia del conte. Quest'ultimo rivela ai ragazzi che ogni sette anni mostra l'anello di fidanzamento per sua figlia e che Velveno vorrà impadronirsene. I ragazzi partecipano al ballo travestiti, mentre Warren insieme a Happy e Charle controlla la zona. Alla fine, Velveno compare e si scopre che usa la Magia di Trasformazione, una magia in grado di copiare la magia di chi tocca. Velveno combatte contro Natsu e Elsa imitando le loro mosse, ma lui rivela che in realtà vuole sposare Aceto e spiega che da sempre è stato innamorato di lei e che è stato allontanato dal padre. Velveno chiede ad Aceto di sposarla e quest'ultima accetta a condizione che egli sconti le pene che ha commesso. Velveno viene portato in prigione e tutti festeggiano il fidanzamento di Aceto, compresi Natsu e co. anche se l'incarico è fallito. |                  |                |

## Uscita

### Giappone
| Box Set       | Data             | Dischi | Episodi | Fonti  |
| ------------- | ---------------- | ------ | ------- | ------ |
| Fairy Tail 25 | 1º febbraio 2012 | 2      | 97-100  | [ 5 ]  |
| Fairy Tail 26 | 7 marzo 2012     | 2      | 101-104 | [ 6 ]  |
| Fairy Tail 27 | 4 aprile 2012    | 2      | 105-108 | [ 7 ]  |
| Fairy Tail 28 | 2 maggio 2012    | 2      | 109-112 | [ 8 ]  |
| Fairy Tail 29 | 6 giugno 2012    | 2      | 113-116 | [ 9 ]  |
| Fairy Tail 30 | 4 luglio 2012    | 2      | 117-120 | [ 10 ] |
| Fairy Tail 31 | 1º agosto 2012   | 2      | 121-124 | [ 11 ] |
| Fairy Tail 32 | 5 settembre 2012 | 2      | 125-128 | [ 12 ] |